# Super Lovers
Super Lovers (スーパーラヴァーズ?, Sūpā Ravāzu) è un manga yaoi scritto e disegnato da Miyuki Abe, serializzato sulla rivista Emerald di Kadokawa Shoten dal 30 ottobre 2009, mentre in Italia viene pubblicato da Edizioni BD sotto etichetta J-Pop a partire dal 17 maggio 2017. Esiste anche un adattamento anime prodotto dallo Studio Deen e la prima stagione è stata trasmessa in Giappone tra il 6 aprile e l'8 giugno 2016, mentre la seconda stagione è stata trasmessa tra il 12 gennaio e il 16 marzo 2017.

## Trama

Haru e Ren in una scena dell'opening della serie.

Haru durante le vacanze estive va a trovare la sua madre biologica in Canada. Lì fa conoscenza con Ren, un orfano di otto anni che sua madre ha adottato da pochi mesi. Ren, per colpa del modo in cui è vissuto, è un bambino senza regole e impaurito dal prossimo, abituato a vivere con i cani e a mangiare una volta al giorno da solo e all'aperto. Durante l'estate Haru cercherà in tutti i modi di impartire un'educazione a Ren, insegnandogli a mettersi le scarpe, a mangiare a tavola e a dormire sul letto. Prima che le vacanze finiscano Haru chiede a Ren di trasferirsi in Giappone per vivere insieme ma, per colpa di un terribile incidente stradale in cui perdono la vita i suoi genitori, Haru dimentica Ren e i mesi trascorsi insieme a lui. Trascorsi cinque anni Ren, che non ha dimenticato la promessa fatta ad Haru, si trasferisce in Giappone dove comincia la sua convivenza con Haru. Haru, nonostante non si ricordi del ragazzino, è costretto a prendersene cura visto che, poco prima dell'incidente, i suoi genitori lo avevano adottato inserendolo nel loro stato di famiglia.

## Personaggi
Haru Kaidō (海棠 晴?, Kaidō Haru)
Data di nascita 7 luglio :Doppiato da: Toshiyuki Morikawa (drama-CD), Tomoaki Maeno (anime)
Haru viveva con sua madre in Canada fino all'età di otto anni. Decide di andare in Giappone per continuare gli studi, ma in seguito, dopo nove anni, al secondo anno di liceo, torna in Canada per visitare la madre, dove trova Ren, un bambino adottato da quest'ultima. Durante le vacanze estive Haru cercherà di fare amicizia con il piccolo. I genitori di Haru sono divorziati. Sua madre, Haruko, è una romanziera popolare, mentre il padre si è risposato. Haru vive in Giappone con la sua nuova famiglia e i suoi nuovi fratellini: Aki e Shima.
Ren Kaidō (海棠 零?, Kaidō Ren)
Data di nascita 25 dicembre :Doppiato da: Hiroshi Kamiya & Yūko Sanpei da giovane (drama-CD), Junko Minagawa (anime)
Ren è stato trovato in Canada, sul ciglio di una strada, all'età di sei anni, ed è stato portato nell'orfanotrofio del posto. Ren conosce Haru, unico figlio di Haruko, nell'estate dei suoi otto anni, qualche mese dopo essere stato adottato da Haruko. All'inizio Ren è un bambino asociale e senza il benché minimo di educazione. Grazie ad Haru, però, Ren ben presto impara a fidarsi della sua nuova famiglia e accetta di buon grado le nuove regole, arrivando perfino ad accettare la proposta di Haru di andare a vivere con lui in Giappone.
Aki Kaidō (海棠 亜樹?, Kaidō Aki)
Doppiato da: Jun Fukuyama (drama-CD), Yoshitsugu Matsuoka (anime)
Il secondo fratello della famiglia Kaidou. Ha un atteggiamento sfacciato ed è molto testardo rispetto al suo gemello più giovane. All'inizio non ama molto Ren ma gradualmente si avvicina a lui nel corso della serie, specialmente quando tutti iniziano a vivere insieme.
Shima Kaidō (海棠 蒔麻?, Kaidō Shima)
Doppiato da: Daisuke Ono (drama-CD), Takuma Terashima (anime)
Il terzo fratello della famiglia Kaidou. Ha una personalità calma ed è più alto del suo gemello più grande. È più comprensivo di suo fratello quando si tratta di cose riguardanti Ren.
Takashi Kaidō (海棠 崇?, Kaidō Takashi)
Doppiato da: Teruaki Ogawa (drama-CD) (anime)
Il padre biologico di Haru. Muore in un incidente automobilistico all'inizio della serie.
Ruri Kaidō (海棠 留理?, Kaidō Ruri)
Doppiata da: Yūko Sasaki (drama-CD) (anime)
La matrigna di Haru. Muore in un incidente stradale all'inizio della serie.

### Personaggi secondari
Ikuyoshi Sasaki (佐々木 郁芳?, Sasaki Ikuyoshi)
Doppiato da: Itsuki Takizawa (drama-CD), Ayumu Murase (anime)
Un compagno di lavoro di Haru con un comportamento amichevole e vivace. Lavora al caffè White Fang. Affettuosamente chiama Ren come Ren Ren.
Jūzen Kurosaki (黒崎 十全?, Kurosaki Jūzen)
Doppiato da: Kazuyuki Okitsu (drama-CD), Jun Fukushima (anime)
Il miglior amico e compagno di classe di Ren. Vive in un dormitorio studentesco vicino alla loro scuola. Diventa imbarazzato quando Ren gli fa domande specifiche.
Haruko D. Dieckmann (春子・D・ディークマン?, Haruko Di Dīkuman)
Doppiata da: Atsuko Tanaka (drama-CD) (anime)
La madre biologica di Haru e la madre adottiva di Ren. Rimase con Ren dopo che Haru partì per il Giappone. Nel Manga e nell'Anime si dice che sia un membro del CERN ed è amica di Mikiko.
Mikiko Kashiwagi (柏木 幹子?, Kashiwagi Mikiko)
Doppiato da: Yōko Sōmi (drama-CD), Clarine Harp (anime)
Un amico di famiglia e avvocato di Haruko che fa parte di una famiglia benestante e fa da corrispondente tra Haru e Haruko.
Kiri Kondō (近藤 紀里?, Kondō Kiri)
Doppiata da: Eri Kitamura (drama-CD), Ryōko Shiraishi (anime)
Una studentessa amica di Ren.
Seiji Takamori (高森 清次?, Takamori Seiji) / Kiyoka (清華?, Kiyoka)
Doppiato da: Mitsuki Saiga (drama-CD) (anime)
Un amico dei tempi del liceo di Haru. Viene visto vestirsi con abiti femminili e assume il nome di Kiyoka. Aiuta Haru quando decide di aprire il suo bar lavorando dopo le sei. Ha confessato i propri sentimenti ad Haru ma è stato respinto.
Ai Natsukawa (夏川 亜衣?, atsukawa Ai)
Doppiata da: Aoi Yūki
Una studentessa che è al suo primo anno di scuola media. Da quando i suoi genitori hanno divorziato vive con i nonni; appare nell'episodio 8. Quando è stata presentata per la prima volta ha avuto una piccola cotta per Shima.
Mimi Anzai (安西 ミミ?, Anzai Mimi)
Una cliente abituale di The White Fang Cafe, ha i capelli biondi ondulati. Lei e Wakana appaiono nell'episodio 9.
Wakana Anza (安西 若菜?, Anzai Wakana)
La sorella di Mimi ed è una cliente abituale di The White Fang. Ha capelli corti castano nocciola.
Natsuo Shiba (斯波 夏生?, Shiba Natsuo)
Un barista che lavorava all'Host (il precedente luogo di lavoro di Haru). A volte può essere molto assertivo e mostrare comportamenti e /o atteggiamenti altrimenti imprudenti nei confronti delle persone. Si dimostra estremamente pigro.
Mori Kazushi (和志 森?, Kazushi Mori)
Uno psicoterapeuta che lavora nello stesso ospedale in cui è stato ricoverato Haru dopo che quest'ultimo è stato coinvolto in un incidente stradale. È stato lui ad aiutare Haru a riprendersi dalle ferite e a rimanere in contatto con Mikiko. Ha una personalità allegra.

## Media

### Manga
Il manga è scritto da Miyuki Abe ed è stato serializzato sulla rivista Ciel edita Kadokawa Shoten dal 30 ottobre 2009 al 2014 per poi essere continuato su un'altra testata, Emerald, dal lancio di quest'ultima avvenuta il 31 agosto 2014.
In Italia la serie viene pubblicata da Edizioni BD sotto l'etichetta J-Pop dal 17 maggio 2017. La traduzione dei testi è curata da Anna Specchio (volumi 1-6) e Melissa Pennacchiotti (dal volume 7).

#### Volumi
| Nº | Data di prima pubblicazione | Data di prima pubblicazione                                                 | Data di prima pubblicazione | Data di prima pubblicazione |
| Nº | Giapponese                  | Giapponese                                                                  | Italiano                    | Italiano                    |
| -- | --------------------------- | --------------------------------------------------------------------------- | --------------------------- | --------------------------- |
| 1  | 28 luglio 2010              | ISBN 978-4-04-854500-6                                                      | 17 maggio 2017              | ISBN 978-88-6883-990-1      |
| 2  | 26 novembre 2010            | ISBN 978-4-04-854562-4                                                      | 26 luglio 2017              | ISBN 978-88-3275-027-0      |
| 3  | 28 giugno 2011              | ISBN 978-4-04-854644-7                                                      | 27 settembre 2017           | ISBN 978-88-3275-108-6      |
| 4  | 28 novembre 2011            | ISBN 978-4-04-120074-2                                                      | 20 dicembre 2017            | ISBN 978-88-3275-255-7      |
| 5  | 30 agosto 2012              | ISBN 978-4-04-120388-0                                                      | 28 febbraio 2018            | ISBN 978-88-3275-321-9      |
| 6  | 1º novembre 2013            | ISBN 978-4-04-120900-4                                                      | 26 aprile 2018              | ISBN 978-88-3275-365-3      |
| 7  | 1º agosto 2014              | ISBN 978-4-04-101894-1                                                      | 20 giugno 2018              | ISBN 978-88-3275-459-9      |
| 8  | 1º agosto 2015              | ISBN 978-4-04-103300-5                                                      | 29 agosto 2018              | ISBN 978-88-3275-541-1      |
| 9  | 30 aprile 2016              | ISBN 978-4-04-104150-5                                                      | 24 ottobre 2018             | ISBN 978-88-3275-628-9      |
| 10 | 1º gennaio 2017             | ISBN 978-4-04-104151-2 (ed. regolare) ISBN 978-4-04-104152-9 (ed. limitata) | 16 gennaio 2019             | ISBN 978-88-3275-693-7      |
| 11 | 1º settembre 2017           | ISBN 978-4-04-105295-2 (ed. regolare) ISBN 978-4-04-105294-5 (ed. limitata) | 27 marzo 2019               | ISBN 978-88-3275-764-4      |
| 12 | 28 dicembre 2018            | ISBN 978-4-04-107622-4                                                      | 20 maggio 2020              | ISBN 978-88-349-0031-4      |
| 13 | 30 agosto 2019              | ISBN 978-4-04-108600-1 (ed. regolare) ISBN 978-4-04-108601-8 (ed. limitata) | 21 luglio 2021              | ISBN 978-88-349-0461-9      |
| 14 | 1º settembre 2020           | ISBN 978-4-04-109799-1 (ed. regolare) ISBN 978-4-04-109798-4 (ed. limitata) | 10 gennaio 2024             | ISBN 978-88-349-2234-7      |
| 15 | 1º settembre 2021           | ISBN 978-4-04-111665-4                                                      | 4 settembre 2024            | ISBN 978-88-349-2429-7      |
| 16 | 1º settembre 2022           | ISBN 978-4-04-112834-3 (ed. regolare) ISBN 978-4-04-112835-0 (ed. limitata) | 30 aprile 2025              | ISBN 978-88-349-3205-6      |
| 17 | 1º settembre 2023           | ISBN 978-4-04-113998-1                                                      | settembre 2025              | ISBN 978-88-349-3667-2      |
| 18 | 30 agosto 2024              | ISBN 978-4-04-115199-0 (ed. regolare) ISBN 978-4-04-115200-3 (ed. limitata) | —                           | —                           |
| 19 | 1º settembre 2025           | ISBN 978-4-04-116235-4 (ed. limitata)                                       | —                           | —                           |

### Anime

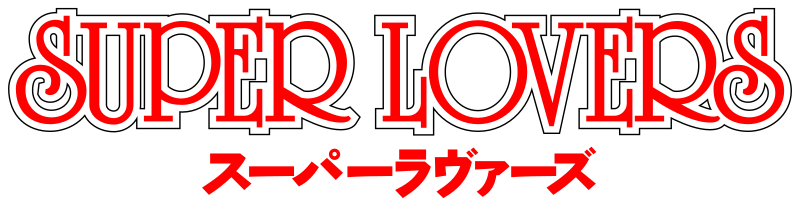
Logo della serie animata

La versione anime venne annunciata tramite un volantino incluso con la ristampa del volume di uno dei √W.P.B di Shungiku Nakamura, diretta da Shinji Ishihira e animata da Studio Deen. Essa venne trasmessa dal 6 aprile all'8 giugno 2016 su Tokyo MX, Sun TV, BS11, Chiba TV, tvk, Mie TV, TVQ Kyushu Broadcasting, Gifu Broadcasting, e su TV Saitama.
Un OAV di 20 minuti è stato pubblicato con il 10° volume del manga il 1º gennaio 2017, mentre la seconda stagione è andata in onda dal 12 gennaio al 16 marzo 2017.

#### Episodi diSuper Lovers
| Nº | Titolo italiano (traduzione letterale) Giapponese 「Kanji」 - Rōmaji | In onda        | In onda |
| Nº | Titolo italiano (traduzione letterale) Giapponese 「Kanji」 - Rōmaji | Giapponese     |         |
| 1  | Foresta verde 「フォレストグリーン」 - Shinrin Midori                | 6 aprile 2016  |         |
| 2  | Occhio nero 「黒い目」 - Kuroi Me                                    | 13 aprile 2016 |         |
| 3  | Bianco Natale 「ホワイト・クリスマス」 - Shiro Kurisumasu            | 20 aprile 2016 |         |
| 4  | Giovane erba 「若い草」 - Wakai Kusa                                 | 27 aprile 2016 |         |
| 5  | Fiore di ciliegio 「桜の花」 - Sakura no hana                        | 4 maggio 2016  |         |
| 6  | Cielo nuvoloso 「曇り空」 - Kumori Sora                              | 11 maggio 2016 |         |
| 7  | Zanna bianca 「白い牙」 - Howaito Fangu                              | 18 maggio 2016 |         |
| 8  | Cielo blu 「青空」 - Aoi Sora                                        | 25 maggio 2016 |         |
| 9  | Stagione piovosa 「梅雨」 - Ame no Shīzun                            | 1º giugno 2016 |         |
| 10 | Temporale d'estate 「夏の嵐」 - Natsu no arashi                      | 8 giugno 2016  |         |

#### Episodi diSuper Lovers 2
| Nº | Titolo italiano (traduzione letterale) Giapponese 「Kanji」 - Rōmaji | In onda          | In onda |
| Nº | Titolo italiano (traduzione letterale) Giapponese 「Kanji」 - Rōmaji | Giapponese       |         |
| 1  | Nel rosa 「In The Pink」                                             | 12 gennaio 2017  |         |
| 2  | Stella d'oro 「Gold Star」                                           | 19 gennaio 2017  |         |
| 3  | Bugia bianca 「White Lie」                                           | 26 gennaio 2017  |         |
| 4  | Vedere rosso 「See Red」                                             | 2 febbraio 2017  |         |
| 5  | Bianco e nero 「Black and White」                                    | 9 febbraio 2017  |         |
| 6  | Blu marino 「Marine Blue」                                           | 16 febbraio 2017 |         |
| 7  | Pesca dolce 「Sweet Peach」                                          | 23 febbraio 2017 |         |
| 8  | Nebbia pesante 「Heavy Fog」                                         | 2 marzo 2017     |         |
| 9  | Rivestimento in argento 「Silver Lining」                            | 9 marzo 2017     |         |
| 10 | Giorni felici 「Happy Days」                                         | 16 marzo 2017    |         |